# Vụ tự thiêu của Maxwell Crosby Azzarello

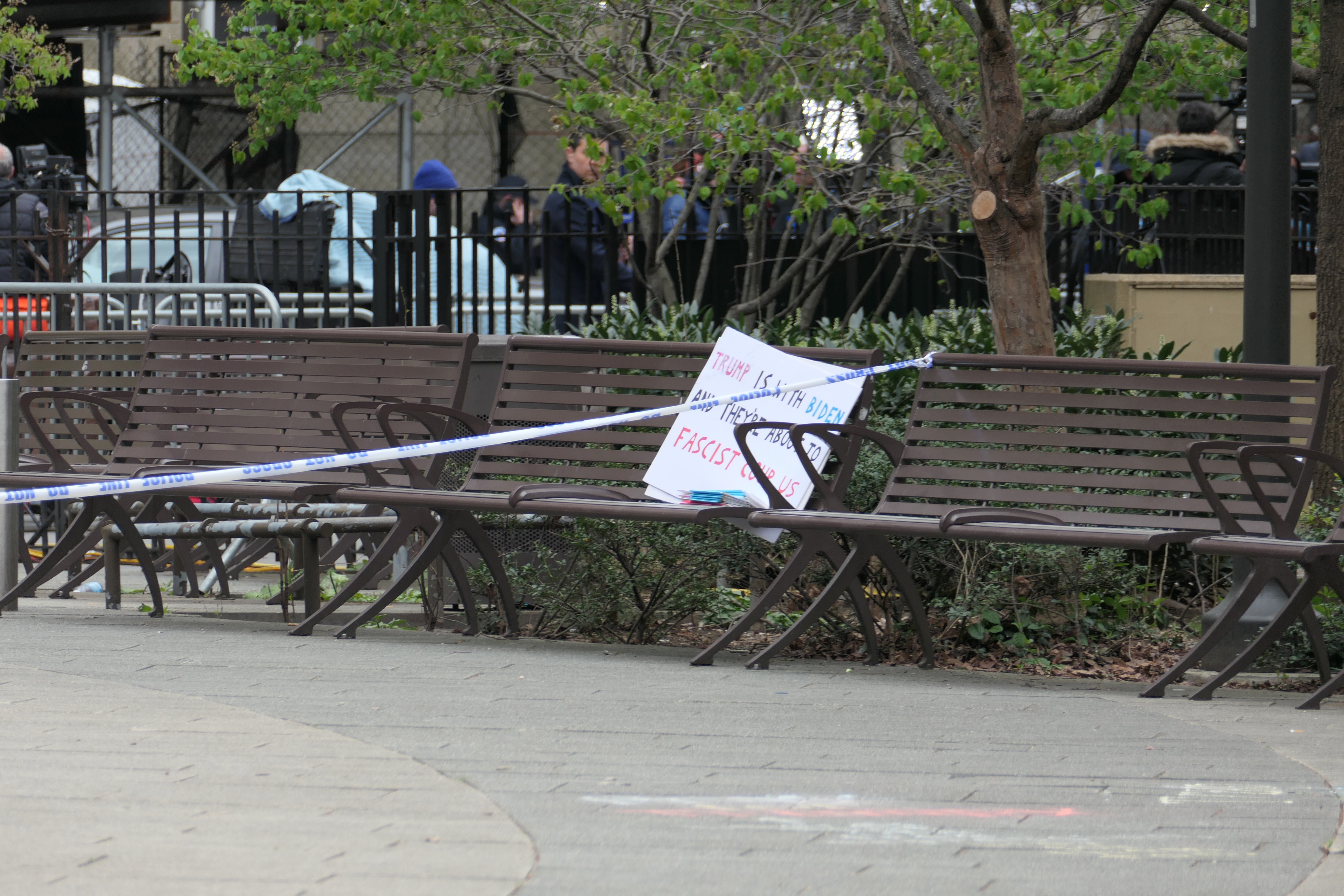
Một trong các tờ rơi của Azzarello.

Vào lúc 13 giờ 35 phút ngày 19 tháng 4 năm 2024 theo giờ UTC−4:00, Maxwell Crosby Azzarello (sinh ngày 11 tháng 4 năm 1987 – 19 tháng 4 năm 2024), một người đàn ông 37 tuổi đã tự thiêu tại Công viên Collect Pond ở Thành phố New York, bên ngoài tòa án nơi bồi thẩm đoàn được chọn để xét xử cựu Tổng thống Hoa Kỳ Donald Trump ở New York.

## Bối cảnh
Azzarello là một cựu sinh viên của Đại học North Carolina tại Chapel Hill, và đến năm 2013, anh trở thành Giám đốc Vận hành cho Tom Suozzi trong cuộc chạy đua vào vị trí Giám đốc Điều hành Quận Nassau. Azzarello đã bị bắt ba lần trong suốt tháng 8 năm 2023, bao gồm việc anh được cho là ném một ly rượu vào bức chữ ký của cựu Tổng thống Hoa Kỳ Bill Clinton được trưng bày trong sảnh của Khách sạn Casa Monica ở St. Augustine, Florida và làm hỏng nó.
Trong những ngày trước khi lựa chọn bồi thẩm đoàn trong phiên xét xử cựu Tổng thống Hoa Kỳ Donald Trump bắt đầu ở tiểu bang New York, Azzarello đã di chuyển từ nhà của mình ở St. Augustine, Florida đến New York mà không cho gia đình biết. Ngày trước khi tự thiêu, anh đã tham gia các hoạt động biểu tình thông qua việc cầm các biển hiệu và phỏng vấn chỉ trích chính phủ nước này.

## Vụ tự thiêu
Vào ngày anh tự thiêu, Azzarello đã đăng một bài viết dài 2.700 từ trên Substack của mình trước vụ việc, đồng thời, mô tả ý định của mình nhằm để thu hút sự chú ý đến một "vụ lừa gạt độc tài toàn trị" và viết thêm rằng chính phủ Hoa Kỳ "sắp giáng cho chúng ta một cuộc đảo chính toàn cầu theo mô hình phát xít tận thế". Azzarello cũng đã gửi email tuyên ngôn của mình đến một số tòa soạn trên khắp nước này. Theo Newsweek, Azzarello đã đăng trên Instagram ca ngợi việc tự thiêu của Aaron Bushnell và cho rằng tuyên bố, "Anh hùng và những người tử sĩ, mọi người ạ".
Sau khi ném những tờ rơi vào không trung, Azzarello đã tưới một loại chất tăng tốc cháy lên cơ thể và tự thiêu. Cảnh sát đã đến chỉ trong vài phút sau khi anh tự thiêu và dập tắt ngọn lửa trước khi anh được đưa vào xe cứu thương để đưa đến Trung tâm Y tế Weill Cornell. Sau đó vài giờ, anh đã tử vong. Trước đó, Azzarello đã đăng ký hiến tạng, và sau khi anh qua đời, hai quả thận của anh đã được sử dụng để cứu sống hai người.

## Liên quan

### CNN đưa tin trực tiếp
Nhà phát thanh Laura Coates của CNN đã nhận được nhiều lời khen vì giữ được bình tĩnh trong quá trình phát sóng trực tiếp về vụ tự thiêu của Maxwell Azzarello. Vào lúc đó, Coates đang phỏng vấn trực tiếp với một chuyên gia về việc lựa chọn bồi thẩm đoàn trong lúc Azzarello tự thiêu tại công viên gần đó. Ban đầu, Coates đã không chính xác khi đưa tin có một kẻ xả súng trước khi nhanh chóng nhận ra chuyện gì đang xảy ra và đính chính lại. Sau đó, cô đã nhanh chóng tường thuật lại diễn biến vụ tự thiêu trong khoảng hai phút trong khi nó đang diễn ra. Trong khi đó, nhiều đài khác như Fox News đã nhanh chóng cắt đoạn phim về vụ tự thiêu sau khi biết chuyện gì đang xảy ra. Đoạn video về bản tin của Coates đã trở nên phổ biến trên mạng, với nhiều người dùng mạng xã hội và các thành viên của báo chí khen ngợi cách cô đã phản ánh sự việc. Tuy nhiên, cũng có một số chỉ trích về tuyên bố ban đầu của cô về sự hiện diện của một kẻ bắn tỉa, và cựu nhà phát thanh viên Keith Olbermann đã chỉ trích CNN vì cung cấp "bản tin trực tiếp về một vụ tự tử".

### Danh sách ghi chú
1. ↑  Một tờ rơi trên ghế có ghi dòng chữ, "Trump cùng với Biden và họ sắp tiến hành cuộc đảo chính phát xít đối với chúng ta" (tiếng Anh: Trump is with Biden and they're about to fascist coup us).